# Comuna Vasilați, Călărași
Vasilați (în trecut, Vasilați-Popești) este o comună în județul Călărași, Muntenia, România, formată din satele Nuci, Popești și Vasilați (reședința).

## Așezare
Comuna se află în vestul județului, pe malurile râului Dâmbovița. Este traversată de șoseaua județeană DJ301, care o legă spre sud de Budești (unde se termină în DN4) și spre nord de Gălbinași, Plătărești, Fundeni și mai departe în județul Ilfov de Cernica și Pantelimon (unde se intersectează cu DNCB și se termină în DN3). Din acest drum, lângă Vasilați se ramifică șoseaua județeană DJ412, care duce către est la Sohatu. Prin comună trece și calea ferată București-Oltenița, pe care este deservită de halta Vasilați.

## Demografie
Componența etnică a comunei Vasilați
     Români (88,9%)
     Romi (2,34%)
     Alte etnii (0,28%)
     Necunoscută (8,48%)
Componența confesională a comunei Vasilați
     Ortodocși (89,07%)
     Alte religii (1,49%)
     Necunoscută (9,44%)
Conform recensământului efectuat în 2021, populația comunei Vasilați se ridică la 4.281 de locuitori, în scădere față de recensământul anterior din 2011, când fuseseră înregistrați 4.389 de locuitori. Majoritatea locuitorilor sunt români (88,9%), cu o minoritate de romi (2,34%), iar pentru 8,48% nu se cunoaște apartenența etnică. Din punct de vedere confesional, majoritatea locuitorilor sunt ortodocși (89,07%), iar pentru 9,44% nu se cunoaște apartenența confesională.

## Politică și administrație
Comuna Vasilați este administrată de un primar și un consiliu local compus din 13 consilieri. Primarul, Cristian Vasile[*], de la Partidul Social Democrat, este în funcție din 1 noiembrie 2024. Începând cu alegerile locale din 2024, consiliul local are următoarea componență pe partide politice:
|  | Partid                    | Consilieri | Componența Consiliului | Componența Consiliului | Componența Consiliului | Componența Consiliului | Componența Consiliului | Componența Consiliului | Componența Consiliului | Componența Consiliului |
|  | ------------------------- | ---------- | ---------------------- | ---------------------- | ---------------------- | ---------------------- | ---------------------- | ---------------------- | ---------------------- | ---------------------- |
|  | Partidul Social Democrat  | 8          |                        |                        |                        |                        |                        |                        |                        |                        |
|  | Alianța Dreapta Unită     | 3          |                        |                        |                        |                        |                        |                        |                        |                        |
|  | Partidul Național Liberal | 2          |                        |                        |                        |                        |                        |                        |                        |                        |

## Istorie
La sfârșitul secolului al XIX-lea, comuna purta numele de Vasilați-Popești, făcea parte din plasa Negoești a județului Ilfov și era formată din satele Popești, Pârlita, Prosanicu, Stoenești-Văcărești și Vasilați, având în total 2319 locuitori. În comună funcționau două mori cu apă, o școală mixtă și două biserici (la Popești și la Vasilați). Anuarul Socec din 1925 consemnează comuna în plasa Budești a aceluiași județ, având în satele Pârlita, Popești, Stănești și Vasilați o populație de 5050 de locuitori.
În 1950, comuna a fost transferată raionului Oltenița din regiunea București, iar în 1964 satul Pârlita a primit numele de Nuci. Comuna a revenit la județul Ilfov, reînființat, în 1968, cu numele de Vasilați. Tot atunci, comuna a inclus și satul Gălbinași, comuna Gălbinași fiind desființată. În 1981, o reorganizare administrativă regională a dus la transferarea comunei la județul Călărași. Satul Gălbinași s-a separat din nou în 2005, pentru a reînființa comuna Gălbinași.

## Monumente istorice
În comuna Vasilați se află biserica „Sfântul Ierarh Nicolae” din satul Popești (cartierul nordic Morozoaia), monument istoric de arhitectură de interes național datând din anii 1654–1660; precum și două situri arheologice de interes național: necropola neolitică de la Fostul CAP din Popești și așezarea fortificată din pădurea Cioarinu, de lângă același sat, datând din perioada Latène.
În rest, alte patru obiective din comună sunt incluse în lista monumentelor istorice din județul Călărași ca monumente de interes local. Trei dintre ele sunt situri arheologice — situl arheologic de la „Palanca” (în sudul satului Nuci), cuprinzând urmele unor așezări din eneolitic (cultura Gumelnița), epoca bronzului timpuriu (cultura Glina) și din secolele al II-lea–I î.e.n.; așezarea din punctele „Moș Neagu” și „Cimitirul Vechi” din satul Vasilați și aparținând perioadei Latène; și așezarea similară din nord-vestul același sat, aflată lângă cimitir. Al patrulea monument de interes local este clasificat ca monument de arhitectură: casa lui Marin Preda datând de la sfârșitul secolului al XIX-lea, aflată în satul Vasilați.

## Personalități născute aici
- Dinu Cristea  (1911–1991), atlet